# La noche del ejecutor
La noche del ejecutor es un película española de género thriller estrenada en 1992, dirigida por Paul Naschy y protagonizada en los papeles principales por Paul Naschy, Manuel Zarzo y Paloma Cela.
La cinta combina terror, crueldad y erotismo de manera desproporcionada. Ese exceso de violencia y sexo perjudicó al filme, ya que, a pesar de rodarse en 1989, los problemas de distribución descartaron su exhibición en cines. Hasta 1999 no vio la luz, en un pase  emitido por Antena 3 a las 4:30 de la madrugada del 5 al 6 de octubre.

## Sinopsis
El doctor Hugo Arranz celebra su 50.º aniversario junto a su mujer y su hija. Durante la cena, un grupo de delincuentes asalta la casa y
somete a los rehenes a todo tipo de vejaciones y torturas. Los criminales acaban matando a la esposa y a la hija, pero Arranz sobrevive al ataque y pone en marcha un plan de venganza.

## Reparto
| - Paul Naschy como Doctor Hugo Arranz. - Manuel Zarzo como Comisario de Brigada Criminal. - Paloma Cela como "Mati". - Sergio Molina como Roque. - José Álvarez como El Centella. - Adriana Vega como Elvira. - José Gómez Zubiza - Marta Valverde como Lola. - Nené Morales - Francisco Benlloch - Silvia de Miguel - Pepe Ruiz como Jordi "El Focos". - Mara Laso como Lina. - Loreto Valverde como Rosa. | - Noel Torrens - Felipe Giménez - Silvia Gambino como Camarera. - Jesus Nebot como "Raf"/Salvador Morales. - Javier Mas - Felipe Hita - Estela Domínguez - Rafael Álvarez como Jefe mafioso. - Paquita de Miguel - Javier García Martín - Victoria Martín - Ángela Bravo como Gloria. - Luciana Wolf como Olga Reyes. |